# Vittorio Dalla Volta
Vittorio Dalla Volta (* 2. Juli 1918 in der Rom; † 3. März 1982 in Neapel) war ein italienischer Mathematiker, der sich mit Differentialgeometrie befasste.
Vittorio Dalla Volta studierte an der Universität Rom mit dem Laurea-Abschluss bei Enrico Bompiani 1940, wobei er aus rassischen Gründen verfolgt wurde und auch einige Zeit nach Deutschland deportiert war. Ab 1947 war er Assistent und danach Dozent (Professore incaricato) an der Universität Rom. 1959 wurde er Professor in Bari und 1962 in Neapel. 
Er befasste sich unter anderem mit asymmetrischen affinen Zusammenhängen, lokalen Deformationen von Flächen im euklidischen Raum, Differentialgeometrie im Raum symmetrischer Matrizen (speziell Siegel-Hua-Räumen), geodätisch vollständigen Räumen und der vollständigen geometrischen Charakterisierung ebener Aspekte verschwindender Krümmung.

## Schriften (Auswahl)
- Premesse di algebra e topologia alla geometria differenziale, Rom 1957
- Geometria, Neapel 1967